# قصة لسندريلا أخرى
قصة أخرى لسندريلا (بالإنجليزية: Another Cinderella Story)‏ هو فيلم كوميدي موسيقي أمريكي للمراهقين لعام 2008 أخرجه دامون سانتوستيفانو وكتبه إريك باترسوناند جيسيكا سكوت. الفيلم من بطولة سيلينا غوميز ودرو سيلي وجين لينش. إنها تكملة لـ قصة سندريلا لعام 2004، تم إصدار الفيلم على نسخة دي في دي في 16 سبتمبر 2008 وتم عرضه لأول مرة على ABC Family في 18 يناير 2009، تبع بعدها الفيلم بنسخة أخرى سندريلا: ذات مرة أغنية (2011).
في معالجة جديدة لقصة سندريلا، «ماري» (سيلينا غوميز) هي طالبة في المرحلة الثانوية توفيت والدتها وهي صغيرة، وتزوج والدها من امرأة تعاملها بطريقة سيئة للغاية، هي وابنتاها المدللتان، تستعد لحفل التخرج الذي سيكون فيه «جوي» (درو سيلي) وهو أحد المشاهير الذي استكمل دراسته، وتحلم جميع الفتيات بالرقص معه، تتولى صديقتها المقربة «تامي» (جيسيكا باركر كينيدي) محاولة تجهيزها لتفوز بالرقص مع «جوي».

## روابط خارجية
- قصة أخرى لسندريلا على موقع IMDb (الإنجليزية)
- قصة أخرى لسندريلا على موقع روتن توميتوز (الإنجليزية)
- قصة أخرى لسندريلا على موقع نتفليكس (الإنجليزية)
- قصة أخرى لسندريلا على موقع ألو سيني (الفرنسية)
- قصة أخرى لسندريلا على موقع Turner Classic Movies (الإنجليزية)
- قصة أخرى لسندريلا على موقع أول موفي (الإنجليزية)
- قصة أخرى لسندريلا على موقع فيلمافينيتي (الإسبانية)
- قصة أخرى لسندريلا على موقع قاعدة بيانات الأفلام السويدية (السويدية)
- قصة أخرى لسندريلا على موقع قاعدة بيانات الفيلم (الإنجليزية)
- قصة أخرى لسندريلا على موقع ليتربوكسد (الإنجليزية)